# 岩宇
岩宇（がんう）は北海道の後志総合振興局管内における地域区分の一つである。岩内郡と古宇郡の総称であり、岩内郡岩内町・共和町及び古宇郡泊村・神恵内村の4町村からなる。
面積605.58km2、人口19,859人、高齢化率36.6%（2020年国勢調査）。

## 地理
積丹半島の西部にあたり、岩内湾に面する。南側の岩内郡は、堀株川や野束川が形成した岩内平野が広がり、その南にはニセコ連峰が聳える。北側の古宇郡は山地が海に迫り、平地に乏しい。

## 産業
沿岸部はニシン漁で栄えて以来、たらこやウニ、ホタテなどの漁業が盛んであり、平野部は農業が盛んで、米やスイカ、メロンなどが特産品である。

## 交通

### 鉄道
- JR函館本線小沢駅（共和町）
  - かつては当駅から岩内線が分岐し、岩内町の岩内駅までを結んでいた。1985年（昭和60年）7月1日廃止。

### 路線バス
岩宇地域間、岩宇地域と他地域を結ぶ路線は以下がある。同一町村内のみ運行する路線は各町村記事を参照。
- ニセコバス - 小沢線、雷電線、小樽線
- 北海道中央バス - 高速いわない号、高速ニセコ号
- 岩宇地域公共交通活性化協議会 - 岩宇地域海岸線「しおかぜライン」
  - 岩内高校 - 岩内協会病院 - 岩内ターミナル - リヤムナイ - 発足局前 - 大曲 - 堀株 - 茅沼診療所 - 泊村役場前 - 盃温泉湯元 - 茂岩 - 商工観光センター前 - 神恵内村役場前 - 赤石 - 道の駅かもえない - 珊内 - 川白
    - 2024年（令和6年）10月1日に廃止された北海道中央バス神恵内線の代替交通。4町村で組織する岩宇地域公共交通活性化協議会は共和町役場に置かれ、運行は共立ソリューションズ（共立メンテナンス関連会社）に委託。北海道中央バス神恵内線を概ね踏襲するが、岩内ターミナル発着から岩内高校発着へ延伸、川白 - 西の河原 - 神威岬間の夏期延長運行は行わない点などが異なる[4][5]。

### 主要道路
- 国道5号
- 国道229号
- 国道276号